# Chrysler Group LLC
|  | Sammenskrivningsforslag Artiklen Chrysler Group LLC er foreslået føjet ind i Chrysler. (Siden april 2023) Diskutér forslaget |

FCA US LLC, tidligere Chrysler Group, er et amerikansk datterselskab af bilproducenten Stellantis. Selskabet har hjemsted i Auburn Hills i Michigan. 
Udover biler solgt under mærket Chrysler, producerer og sælger FCA US/Stellantis North America biler under mærkerne Dodge, Jeep og Ram.
Chrysler Group var i 2011 den 13. største bilproducent i verden.
De væsentligste mærker og divisioner under FCA US er 
- Dodge – personbiler, SUV, og sportsvogne (især Dodge Viper og senest Dodge Challenger).
- Dodge Ram – små og mellemstore lastvogne.
- Ram Trucks - Lastbiler
- Jeep – SUV-ere og off-roadere.
- Chrysler – Personbiler.
- Mopar – Reservedele og performancedele til Dodge, Jeep, og Chrysler.
- Global Electric Motorcars (GEM) – Elektriske biler.

## Historie
Chysler Corporation blev etableret i 1925 af Walter Chrysler på grundlag af den tidligere bilproducent Maxwell Motor Company. Chrysler ekspanderede i 1928 gennem opkøb af bl.a. The Fargo truck company og The Dodge Brothers Company og begyndte at sælge køretøjer under disse mærker og påbegyndte endvidere salg under mærkerne Plymouth og DeSoto. 
Hvor konkurrenterne General Motors og Ford Motor Company tidligt havde etableret betydelige virksomheder i Europa, gik Chrysler først ind i Europa i slutningen af 1960'erne og etablerede i 1967 Chrysler Europe.
Problemerne i den amerikanske bilindustri i 1970'erne ramte imidlertid Chrysler hårdt, og i slutningen af 1970'erne var Chrysler på konkursens rand, da selskabet ansatte den karismatiske direktør Lee Iacocca. Iacocca iværksatte en drastisk redningsplan for Chrysler, der bl.a. betød afvikling af Chrysler Europe, der havde lidt store tab. Det lykkedes Iacocca at gøre Chrysler-koncernen overskudgivende op gennem 1980'erne og selskabet opkøbte i 1987 American Motors Corporation, der bl.a. producerede biler under mærket Jeep.
I 1998 fusionerede Chrysler med den tyske bilproducent Daimler-Benz AG under det fælles navn DaimlerChrysler. Fusionen var dog en fiasko, og Daimler solgte Chrysler fra til kapitalfonden Cerberus Capital Management, og Chrysler-moderselskabet antog i det nuværende navn Chrysler LLC i 2007. 
Som de to øvrige store amerikanske bilproducenter blev også Chrysler hårdt ramt af krisen i bilindustrien i 2008–2010, og Chrysler måtte i lighed med General Motors modtage betydelige subsidier fra den amerikanske regering i slutningen af 2008 og begyndelsen af 2009 for at undgå en konkurs. Chrysler måtte den 30. april 2009 søge beskyttelse for sine kreditorer under den amerikanske konkurslovs Chapter 11. Som led i rekonstruktionen blev der fundet nye ejere til Chrysler den 10. juni 2009, da en pensionsfond tilhørende den amerikanske fagforening United Auto Workers, Fiat og den canadiske og amerikanske stat som primære ejere overtog selskabet. I forbindelse med rekonstruktionen i 2009 blev der foretaget en reduktion i antallet af platforme og motorvarianter, ligesom Plymouth-mærket blev nedlagt.
Over de følgende år opkøbte Fiat aktierne tilhørende de øvrige parter, således, at Chrysler blev et datterselskab til Fiat. Den 1. januar 2014 overtog Fiat de sidste aktier tilhørende fagforeningens pensionsfond, og Chrysler Group LLC er herefter et helejet datterselskab til Fiat.